# Márcio José de Oliveira
Márcio José de Oliveira (São Paulo, Brasil, 20 de julio de 1984), más conocido como Marcinho, es un futbolista brasileño. Juega como mediocampista ofensivo y su equipo actual es el Vasco da Gama de la Campeonato Brasileño de Serie A.

## Clubes
| Club             | País    | Año       |
| ---------------- | ------- | --------- |
| Cruzeiro         | Brasil  | 2003-2004 |
| Gremio           | Brasil  | 2005      |
| Genclerbirligi   | Turquía | 2005-2006 |
| Atlético Mineiro | Brasil  | 2006-2007 |
| Flamengo         | Brasil  | 2008      |
| Qatar SC         | Catar   | 2008-2014 |
| Vitória          | Brasil  | 2014      |
| Vasco da Gama    | Brasil  | 2015-     |

- Datos: Q2302863
- Multimedia: Márcio José de Oliveira / Q2302863